# Hemhofen

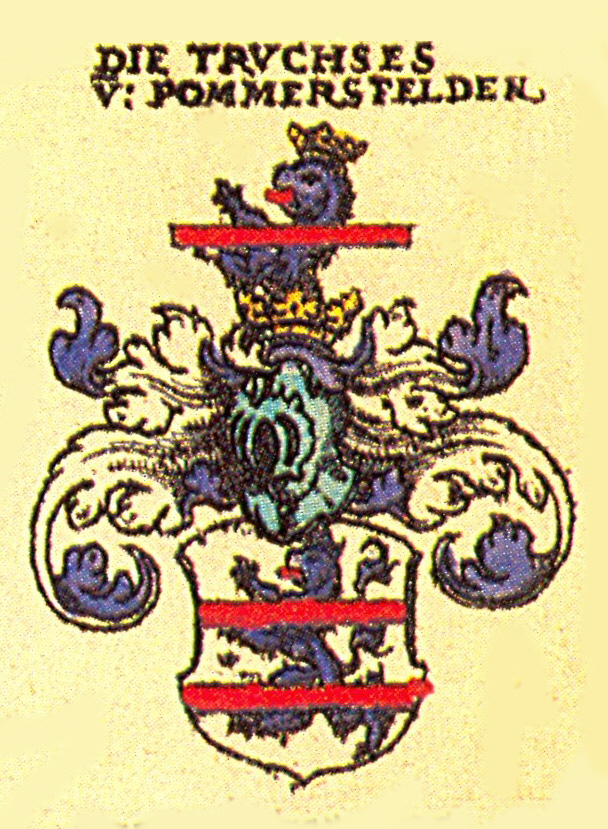
Wappen der Familie Truchseß von Pommersfelden

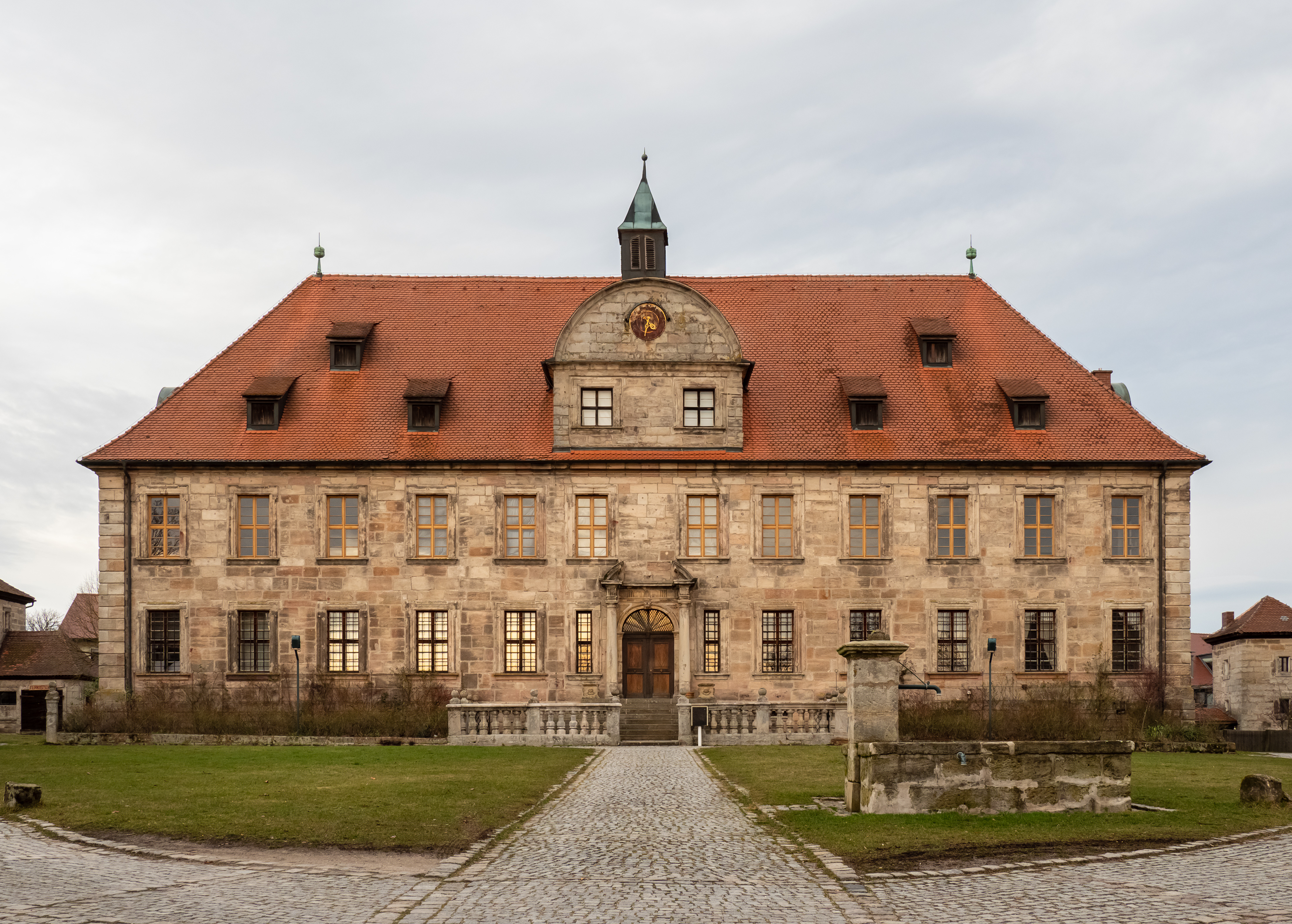
Schloss Hemhofen

Hemhofen ist eine Gemeinde im mittelfränkischen Landkreis Erlangen-Höchstadt.

## Geographie

### Lage
Hemhofen bildet mit Zeckern im Norden und Röttenbach (bei Erlangen) im Süden eine geschlossene Siedlung. Diese liegt etwa elf Kilometer nordwestlich von Erlangen. Sie ist umgeben von Wäldern, wie dem Markwald, und Weiherplatten.

### Gemeindegliederung

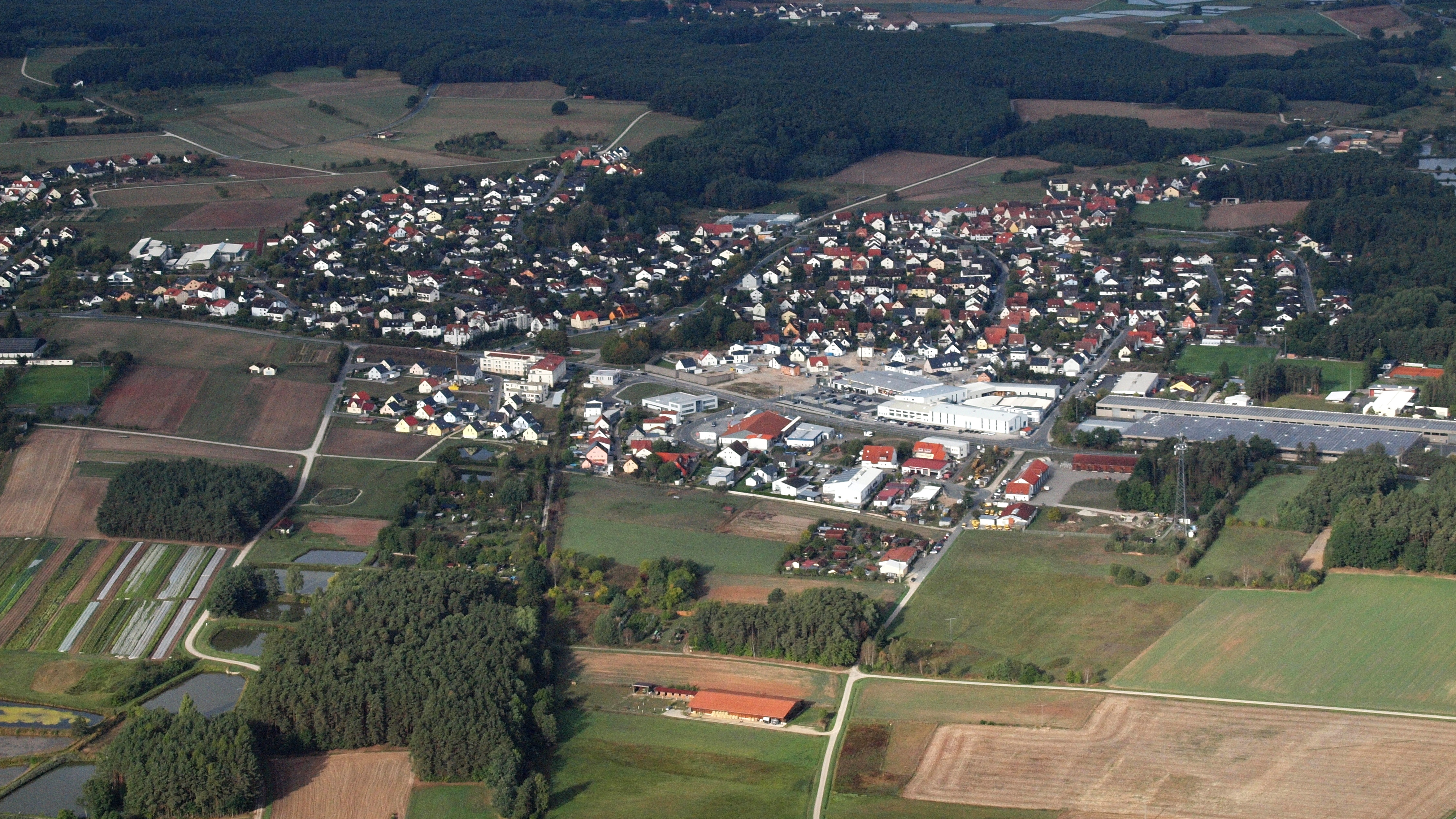
Zeckern, Luftaufnahme (2015)

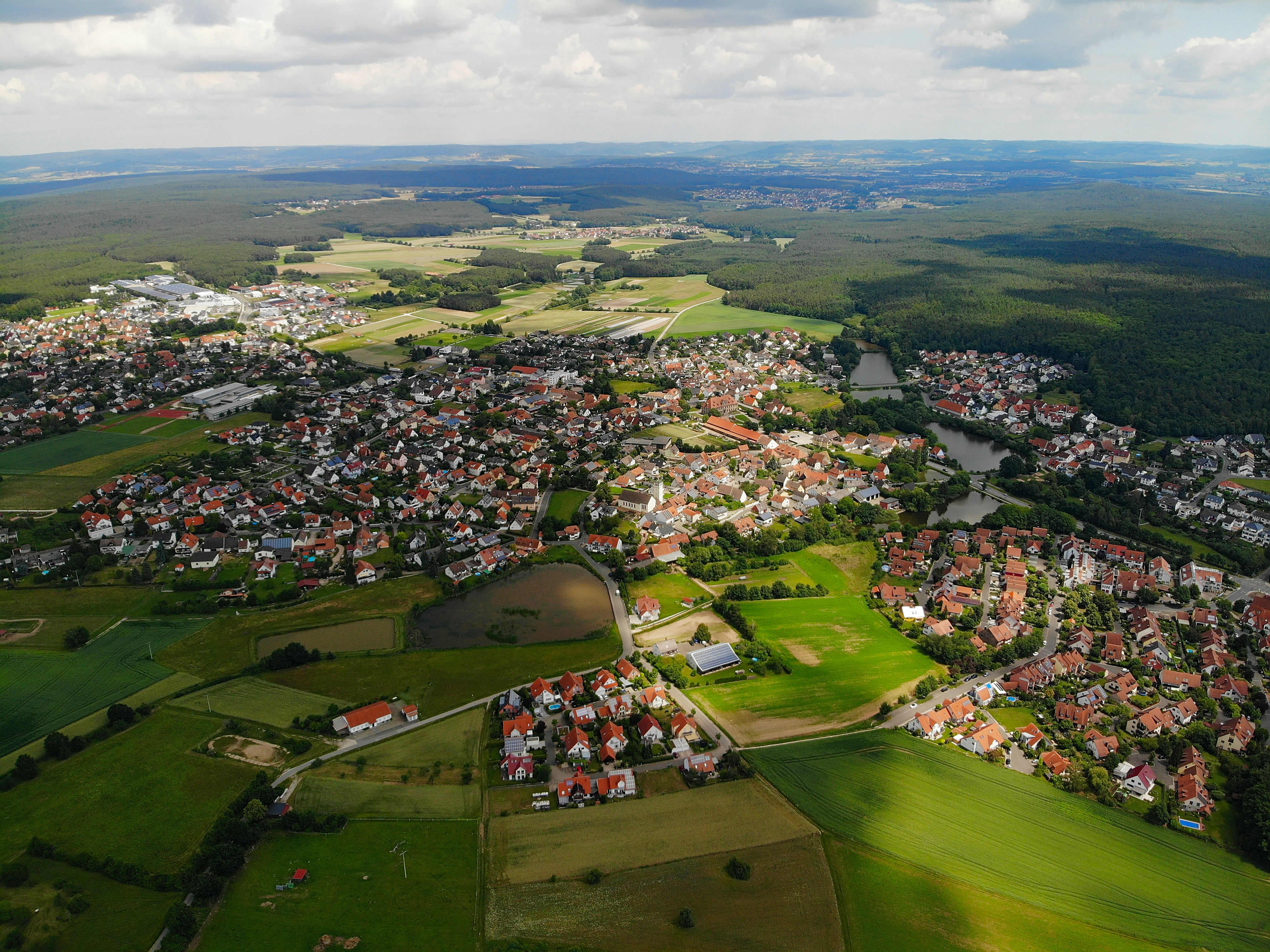
Hemhofen, Luftaufnahme (2020)

Die Gemeinde hat zwei Gemeindeteile (in Klammern ist der Siedlungstyp angegeben):
- Hemhofen (Pfarrdorf)
- Zeckern (Kirchdorf)

Es gibt die Gemarkungen Hemhofen und Zeckern. Die Gemarkung Hemhofen hat eine Fläche von 4,776 km². Sie ist in 1918 Flurstücke aufgeteilt, die eine durchschnittliche Flurstücksfläche von 2490,05 m² haben.

### Nachbargemeinden
Die Nachbargemeinden sind Adelsdorf, Heroldsbach und Röttenbach.

## Geschichte

### Bis zur Gemeindegründung
Der Ort wurde 1348 als „Hemhouen“ erstmals urkundlich erwähnt. Das Bestimmungswort des Ortsnamens ist der Personenname Hemo. Eine Person dieses Namens ist als Gründer der Siedlung anzunehmen. Die Siedlung entstand wohl schon um 1000. Laut dem Evangelischen Pfarrbuch, einer von Pfarrer Friedrich Konstantin Kraußold gefertigten allgemeinen Beschreibung des gesamten Kirchenwesens in der evangelisch-lutherischen Pfarrei Hemhofen, befindet sich der Vermerk „Hemhofen wird schon im Jahre 1062 erwähnt“. Der Sage nach stand früher dort ein Schafhof. Die Gutsherrschaft nahm allerlei Leute in Dienst. So entstand das Dorf Hammelhof und durch Zusammenziehung der ersten Silben Hemhofen. Obwohl noch weitere Deutungen des Ortsnamens zur Auswahl stehen, wie z. B. Hemhofen von „Allweyer von Heimenhofen“ (Familienname), von „Hof des Hemo bzw. Hemmo“, von „Hof der Hemma“ und von „Heimhof“ (Haus-Heim), halten die Einwohner noch heute an dieser Sage fest. Pfarrer Kraußold schrieb zum Thema Deutung des Ortsnamens weiter: „Zu dieser Auffassung (Hemhofen von Hammelhof) kommt man auch durch Bundschuh, der im Geographischen Lexikon für Franken 1800, 2. Band, Spalte 567, über Hemhofen schreibt: ‚Der Ort bestand ehehin nur aus einigen Bauernhöfen und einer Schäferei‘“.
Hemhofen war lange Zeit ein protestantisches Pfarrdorf, wobei die Reformation von der Nachbargemeinde Röttenbach ausging. So sollen im Schloss zu Röttenbach, das im Bauernkrieg 1525 zerstört wurde, seit 1362 die Truchsesse von und zu Pommersfelden Wohnung bezogen haben. Diese Truchsesse (Hofbeamte) nahmen im 16. Jahrhundert das evangelische Bekenntnis an und so wurden auch ihre Untertanen in Hemhofen und Röttenbach evangelisch. Die Gegenreformation des Bamberger Fürstbischofs 1628 zeigte nur in Röttenbach Erfolg, Hemhofen blieb weiterhin evangelisch.
1650 ging Hemhofen als Hochzeitsgabe des Truchseß von Pommersfelden an seine Tochter bei ihrer Vermählung mit Philipp Graf zu Pappenheim in dessen Besitz über. Nach dem Tod des Grafen und durch Wiedervermählung der Tochter kam Hemhofen 1660 zunächst in den Besitz des Freiherrn von Töstelberg. Dieser begann 1715 mit dem Bau des Schlosses von Hemhofen, das er am 11. Juli 1722 zusammen mit den dazu gehörenden Ländereien an die Familie Winkler von Mohrenfels verkaufte. Wolfgang Christoph Winkler von Mohrenfels (1659–1729) wurde durch Kaiser Joseph I. im Jahre 1709 in den Adelsstand erhoben. Er hatte es durch Energie und Wissen zu bedeutendem Wohlstand gebracht.
Den von dem Freiherrn von Jöbstel(s)berg erworbenen Grundbesitz gestaltete er zu einem Familienfideikommiss, dessen Urkunde aus dem Jahre 1723 datiert. Diese Urkunde erhielt 1731 die Bestätigung der kaiserlichen Kanzlei in Wien. Wolfgang Christoph von Mohrenfels beendete den Bau des Schlosses, aber erst unter seinem Sohn Georg Christoph (1709–1748) gediehen das Schloss und seine Nebengebäude zu ansehnlicher Größe und Schönheit. Das Hemhofener Schloss diente  lange Zeit der evangelischen Gemeinde als Gotteshaus. Die Freiherren Winkler von Mohrenfels stellten sofort nach Übernahme des Schlosses Schlossprediger in ihre Dienste, die zugleich Hauslehrer der adeligen Familie waren.
Gegen Ende des 18. Jahrhunderts gab es in Hemhofen 77 Anwesen (1 Schloss, 1 Amtshaus, 1 Schlosspredigerhaus, 1 Amtsdienerhaus, 1 Schäferhaus, 1 Brauhaus mit 2 Felsenkellern, 1 Mühle, 15 Güter, 10 Tropfgüter, 31 Wohnhäuser, 11 Tropfhäuser, 1 Fallhütte, 1 Ziegelhütte). Das Hochgericht übte die Winklerische Herrschaft Hemofen im begrenzten Umfang aus. Es hatte ggf. an das bambergische Centamt Forchheim auszuliefern. Die Dorf- und Gemeindeherrschaft sowie die Grundherrschaft über alle Anwesen hatte die Herrschaft Hemhofen.
Die Zuständigkeit über das bambergische Rittermannslehen Hemhofen der Winkler von Mohrenfels wurde im preußisch-bayerischen Hauptlandesvergleich 1803 an das seit 1792 preußische Fürstentum Bayreuth abgetreten, mit dem es im Frieden von Tilsit 1807 an Frankreich fiel und 1810 an Bayern verkauft wurde.
Im Rahmen des Gemeindeedikts wurde der Ort dem 1811 gebildeten Steuerdistrikt Röttenbach zugeordnet. Mit dem Zweiten Gemeindeedikt (1818) wurden der Steuerdistrikt und die Ruralgemeinde Hemhofen gebildet, zu der Zeckern gehörte. Diese war in Verwaltung und Gerichtsbarkeit dem Landgericht Herzogenaurach zugeordnet und in der Finanzverwaltung dem Rentamt Erlangen. In der freiwilligen Gerichtsbarkeit und der Ortspolizei unterstand der ganze Ort dem Patrimonialgericht Hemhofen (bis 1848). Am 1. Oktober 1847 wurde die Finanzverwaltung vom Rentamt Herzogenaurach übernommen. Ab 1862 gehörte Hemhofen zum Bezirksamt Höchstadt an der Aisch (1939 in Landkreis Höchstadt an der Aisch umbenannt) und weiterhin zum Rentamt Herzogenaurach (1919 in Finanzamt Herzogenaurach umbenannt, seit 1929 Finanzamt Erlangen). Die Gerichtsbarkeit blieb beim Landgericht Herzogenaurach (1879 in das Amtsgericht Herzogenaurach umgewandelt), seit 1959 ist das Amtsgericht Erlangen zuständig. Die Gemeinde hatte ursprünglich eine Gebietsfläche von 4,804 km².

### 20. und 21. Jahrhundert
Nach dem Zweiten Weltkrieg fanden Vertriebene und ältere Leute eine Bleibe im Schloss. Das vor wenigen Jahren weitgehend renovierte Gebäude wird heute für Festivitäten, wie Hochzeiten, Geburtstagsfeiern, oder Messen wie Gartenlust und Rosenmesse genutzt.
Im Oktober 1984 wurde Hemhofen im Landkreis-Wettbewerb Unser Dorf soll schöner werden als schönste Ortschaft im Landkreis Erlangen-Höchstadt ausgezeichnet.
Im Jahre 2005 feierten Hemhofen und Zeckern gemeinsam den 650. Geburtstag (1355–2005).

### Eingemeindungen
Im Zuge der Gebietsreform in Bayern wurde am 1. Juli 1971 die Gemeinde Zeckern eingegliedert.

### Einwohnerentwicklung
Gemeinde Hemhofen
| Jahr      | 1987   | 2008   | 2009   | 2010   | 2011   | 2012   | 2013   | 2014   | 2015   | 2016   | 2017   |
| Einwohner | 4278   | 5127   | 5122   | 5113   | 5193   | 5171   | 5191   | 5244   | 5367   | 5295   | 5298   |
| Häuser    | 1094   |        |        |        |        |        |        | 1430   | 1457   | 1471   | 1483   |
| Quelle    | [ 15 ] | [ 16 ] | [ 16 ] | [ 16 ] | [ 16 ] | [ 16 ] | [ 16 ] | [ 16 ] | [ 16 ] | [ 16 ] | [ 16 ] |

Ort Hemhofen (Gemeinde Hemhofen bis 1971)
| Jahr      | 1818   | 1840   | 1852   | 1855   | 1861   | 1867   | 1871   | 1875   | 1880   | 1885   | 1890   | 1895   | 1900   | 1905   | 1910   | 1919   | 1925   | 1933   | 1939   | 1946   | 1950   | 1952   | 1961   | 1970   | 1987   |
| Einwohner | 538    | 634    | 636    | 675    | 642    | 643    | 623    | 591    | 598    | 601    | 593    | 606    | 572    | 554    | 533    | 617    | 639    | 666    | 660    | 1036   | 1048   | 1037   | 1151   | 1401   | 2770   |
| Häuser    | 84     |        |        |        |        |        | 112    |        |        | 115    |        |        | 112    |        |        |        | 121    |        |        |        | 131    |        | 185    |        | 717    |
| Quelle    | [ 17 ] | [ 18 ] | [ 18 ] | [ 18 ] | [ 19 ] | [ 18 ] | [ 20 ] | [ 18 ] | [ 18 ] | [ 21 ] | [ 18 ] | [ 18 ] | [ 22 ] | [ 18 ] | [ 18 ] | [ 18 ] | [ 23 ] | [ 18 ] | [ 18 ] | [ 18 ] | [ 24 ] | [ 18 ] | [ 12 ] | [ 25 ] | [ 15 ] |

### Konfessionsstatistik
Gemäß dem Zensus 2011 waren 45,0 % römisch-katholisch, 31,9 % der Einwohner evangelisch und 23,1 % waren konfessionslos, gehörten einer anderen Glaubensgemeinschaft an oder machten keine Angabe. Der Anteil der evangelischen und katholischen Kirchenmitglieder an der Gesamtbevölkerung ist seitdem gesunken. 
Jahresende 2024 waren von den 5662 Einwohnern 33,4 % (1890) katholisch, 23,3 % (1319) evangelisch und 43,3 % waren konfessionslos oder gehörten einer anderen Glaubensgemeinschaft an.

## Politik

### Gemeinderat
Der Hemhöfner Gemeinderat hat 20 Mitglieder zuzüglich des Ersten Bürgermeisters.

### Wahlergebnisse
| Parteien / Wählergemeinschaften | Parteien / Wählergemeinschaften    | % 2020 | Sitze 2020 | % 2014 | Sitze 2014 | % 2008 | Sitze 2008 | % 2002 | Sitze 2002 |
| CSU                             | Christlich-Soziale Union in Bayern | 37,6   | 7          | 38,1   | 8          | 31,7   | 6          | 30,9   | 6          |
| SPD                             | SPD Bayern                         | 13,5   | 3          | 23,1   | 5          | 27,6   | 6          | 34,1   | 7          |
| FW                              | Freie Wähler Bayern                | 21,8   | 4          | 16,3   | 3          | 28,7   | 6          | 22,1   | 5          |
| Grüne                           | Bündnis 90/Die Grünen Bayern       | 19,5   | 4          | 11,9   | 2          | –      | –          | –      | –          |
| AW                              | Allgemeine Wählerschaft            | 7,6    | 2          | 10,6   | 2          | 11,9   | 2          | 9,6    | 2          |
| gesamt                          | gesamt                             | 100,0  | 20         | 100,0  | 20         | 100,0  | 20         | 100,0  | 20         |
| Wahlbeteiligung in %            | Wahlbeteiligung in %               | 65,7   | 65,7       | 65,4   | 65,4       | 71,5   | 71,5       | 73,8   | 73,8       |

### Bürgermeister
Ludwig Nagel (CSU) wurde am 15. März 2020 mit 56,6 % der Stimmen gewählt.

### Wappen und Flagge
Wappen
| Wappen von Hemhofen | Blasonierung: „In Silber auf goldenem Dreiberg ein unbekleideter Mohr, im linken oberen Eck in rotem Schildchen eine silberne Saufeder.“ |
| Wappen von Hemhofen | Wappenbegründung: Das im Jahre 1977 von den Hemhofener Gemeindevätern beschlossene Ortswappen erinnert mit dem im Mittelfeld stehenden Mohren an die Freiherren Winkler von Mohrenfels, der Spieß, die sogenannte Schweinsfeder, weist auf die Herren von Stiebar hin, die Mitte des 17. Jahrhunderts die Herren von Zeckern, des heutigen Gemeindeteils von Hemhofen waren. Die Gemeinde Hemhofen führt das Wappen seit 1978. |

Flagge
Die Gemeindeflagge ist weiß-rot.

### Gemeindepartnerschaften
Hemhofen unterhält seit dem 4. Juli 2009 eine Gemeindepartnerschaft mit der rumänischen Gemeinde Obereidisch (Ideciu de Sus).

## Infrastruktur
Die Gemeinde ist ein bevorzugtes Wohngebiet für Pendler nach Erlangen.

### Baudenkmäler

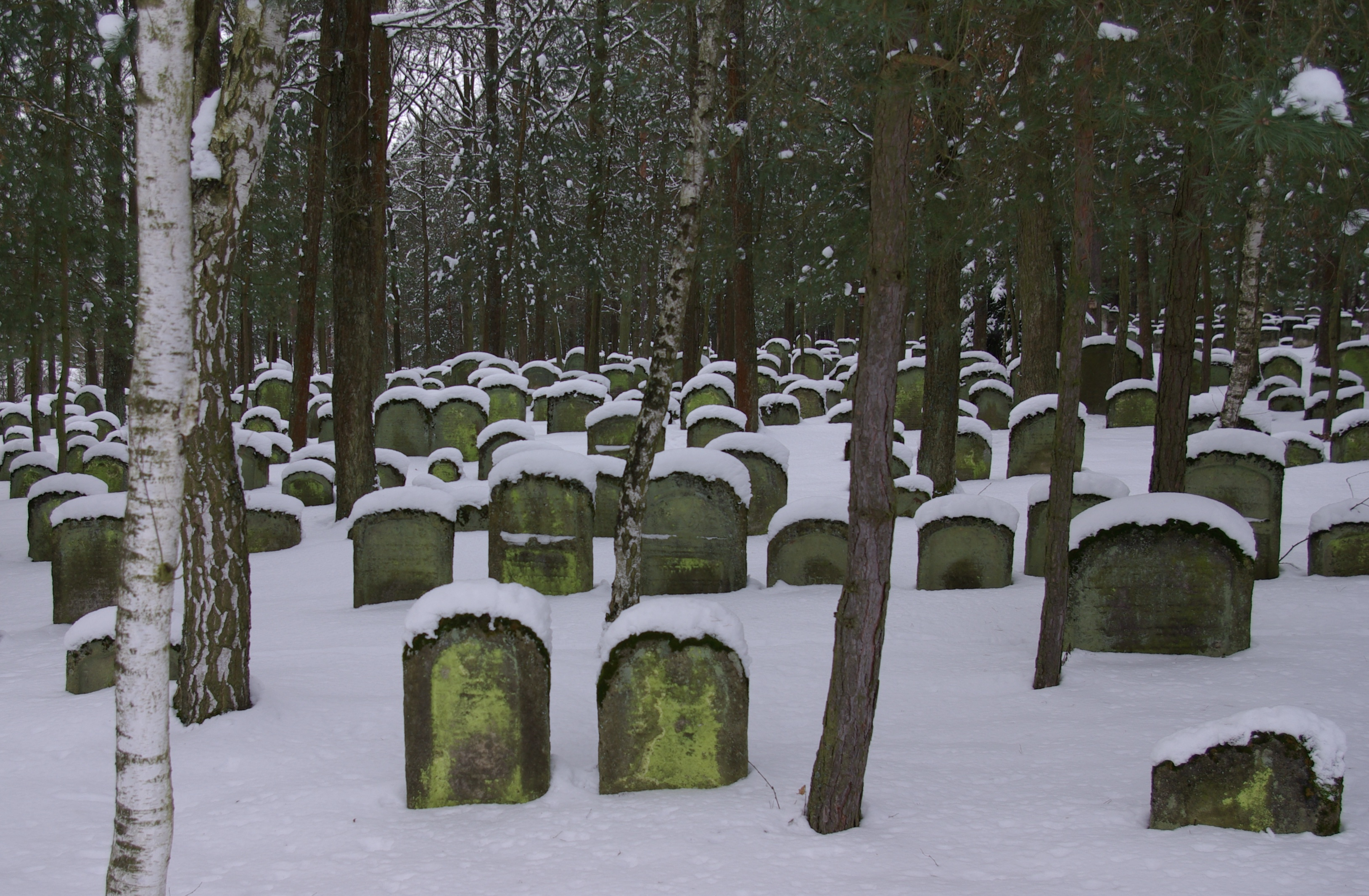
Jüdischer Friedhof in Zeckern, Januar 2011

- Jüdischer Friedhof: Im Gemeindeteil Zeckern befindet sich ein jüdischer Friedhof. Mit 15.169 m² ist er einer der größten und ältesten Friedhöfe Bayerns und ein Kulturdenkmal. Bei Dokumentationen in den Jahren 1970 und 1979 wurden 1522 Gräber gezählt, auf denen noch etwa 800 Grabsteine standen. Geschätzt wird, dass auf dem Friedhof etwa 6000 Juden beerdigt wurden.

### Verkehr
Beide Gemeindeteile werden von der Staatsstraße St 2259 durchquert, die von der Bundesstraße 470 im Norden nach Erlangen verläuft. Die Kreisstraße ERH 35 verläuft westlich nach Heppstädt.
In den 2000er Jahren wurde diskutiert, die RB 24 (Hirtenbachtalbahn) von Forchheim nach Zeckern zu reaktivieren. Seit 2006 steht fest, dass die Bahnstrecke nicht mehr in Betrieb genommen wird. Die Bahn hat im Jahr 2008 mit dem Abbau der eingleisigen Strecke von Höchstadt/Aisch bis Forchheim begonnen und sie bis zum Jahreswechsel 2009 vollständig entfernt. Damit erübrigt sich auch bis auf Weiteres eine Anbindung Hemhofens an die Stadt-Umland-Bahn Erlangen, wie in den 1990ern verschiedentlich geplant.
Durch Hemhofen verläuft der Fernwanderweg Rangau-Randweg.

## Persönlichkeiten
- Otto Molerus (* 1934 in Zweibrücken), ordentlicher Professor für Mechanische Verfahrenstechnik an der Universität Erlangen-Nürnberg, lebte in Hemhofen.[36]